# 70-es busz (Tatabánya)
A tatabányai 70-es jelzésű autóbusz az Autóbusz-állomás és a Gerecse Kapuja között közlekedik március 15.-től október 31.-ig szabad-, és munkaszüneti napokon. A vonalon közlekedő összes járat igényvezérelten közlekedik. A vonalat a T-Busz Tatabányai Közlekedési Kft. üzemelteti.

## Története
A buszvonalat 2019. március 15-én indította el a T-Busz Kft. az Autóbusz-állomás és a Gerecse Kapuja között.

## Útvonala
| Gerecse Kapuja felé | Autóbusz-állomás felé |
| --- | --- |
| Autóbusz-állomás (17) – Jedlik Ányos utca – Mozdony utca – Álmos vezér utca – Komáromi utca – Fő tér – Mártírok útja – Táncsics Mihály út – Tolnai utca – Panoráma utca – Gerecse Kapuja | Gerecse Kapuja – Panoráma utca – Tolnai utca – Táncsics Mihály út – Mártírok útja – Fő tér – Komáromi utca – Álmos vezér utca – Mozdony utca – Jedlik Ányos utca – Autóbusz-állomás |

## Megállóhelyei
| 0  | (17) Autóbusz-állomás végállomás | 12 | 1, 1G, 2, 5, 5P, 6, 9, 9D, 10, 11, 15, 16, 26, 26R, 50, 55, 57 770, 8400, 8401, 8402, 8403, 8406, 8410, 8421, 8422, 8423, 8432, 8435, 8436, 8437, 8441, 8444, 8460, 8462, 8464, 8471, 8472, 8479 1702, 1758, 1784, 1824, 1841, 1842, 1843, 1844, 1845, 1848, 1850, 1851, 1852 S10 G10 S12 IC, EC, EN, gyorsvonat, expresszvonat, |
| ∫  | Álmos vezér utca                 | 9  | 6, 9, 9D, 10, 53I, 59B, 59I |
| 2  | Fő tér                           | 8  | 2, 3, 3A, 3G, 3L, 6, 9, 9D, 10, 16, 38, 38G, 53, 53B, 57, 59B, 59I 8443 |
| 3  | Mártírok útja                    | 7  | 2, 3, 3A, 3G, 3L, 6, 9, 9D, 10, 16, 38, 38G, 53, 53B, 57, 59B, 59I 8443 |
| 4  | Ifjúság út                       | 6  | 2, 3, 3A, 3G, 3L, 6, 9, 9D, 10, 16, 38, 38G, 52, 52I, 53, 53B, 57, 59B, 59I 8443 |
| 6  | József Attila Művelődési Ház     | 4  | 3, 3A, 3G, 3L, 10, 52, 53, 53I |
| 12 | Gerecse Kapuja végállomás        | 0  | |